# 16e étape du Tour de France 2024
Pour un article plus général, voir Tour de France 2024.
La 16e étape du Tour de France 2024 se déroule le mardi 16 juillet 2024 entre Gruissan (Aude) et Nîmes (Gard), sur une distance de 188,6 kilomètres.

## Parcours
Au lendemain de la seconde journée de repos, cette étape de transition et de plaine met le cap vers le nord-est en partant de la cité balnéaire de Gruissan pour rejoindre Nîmes. Une seule côte répertoriée en 4e catégorie se situe à 75 kilomètres de l'arrivée qui pourrait logiquement se jouer au sprint.

## Déroulement de la course

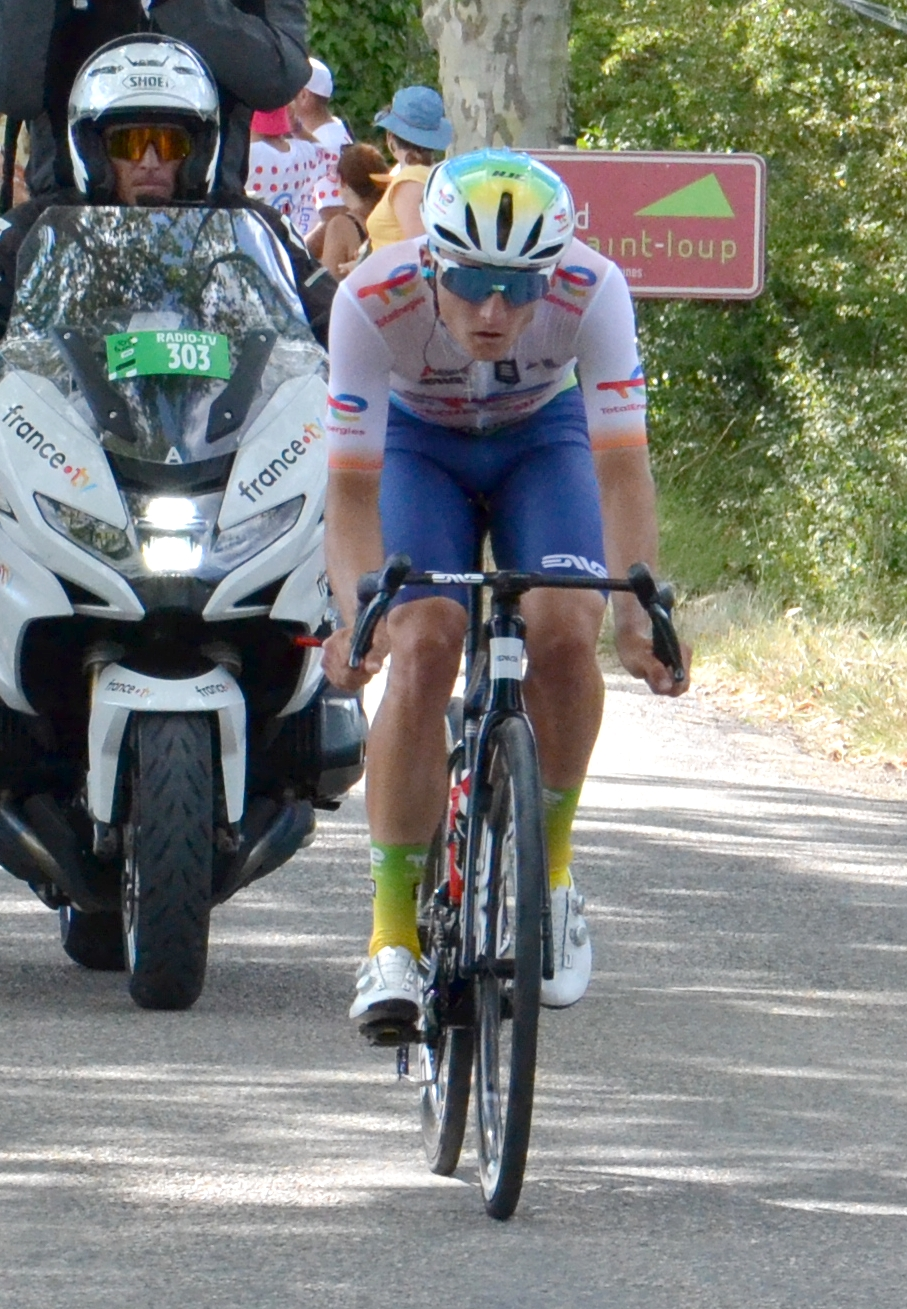
Thomas Gachignard échappé seul passant à Saint-Bauzille-de-Montmel.

La première moitié de l'étape se passe à allure modérée et sans échappée notable. Après le sprint intermédiaire des Matellettes remporté par le Français Bryan Coquard, son compatriote Thomas Gachignard part seul en tête à 90 kilomètres du terme. Son avance ne dépasse jamais 2 minutes et 30 secondes sur le peloton emmené par les équipes de sprinteurs. Il est repris à 25 kilomètres de l'arrivée. Sur le boulevard du Président Salvadore Allende à Nîmes, la victoire se joue au sprint. Le maillot vert Biniam Girmay chute à 1 500 m de l'arrivée et Jasper Philipsen gagne sa troisième étape, bien emmené par ses équipiers Robbe Ghys puis Mathieu van der Poel.

## Résultats
Cette section présente les résultats et prix obtenus au cours de l'étape.

### Classement de l'étape
| Classement de la 16e étape | Classement de la 16e étape | Classement de la 16e étape | Classement de la 16e étape | Classement de la 16e étape |
|                            | Coureur                    | Pays                       | Équipe                     | Temps                      |
| -------------------------- | -------------------------- | -------------------------- | -------------------------- | -------------------------- |
| 1er                        | Jasper Philipsen           | Belgique                   | Alpecin-Deceuninck         | en 4 h 11 min 27 s         |
| 2e                         | Phil Bauhaus               | Allemagne                  | Bahrain Victorious         | + 0 s                      |
| 3e                         | Alexander Kristoff         | Norvège                    | Uno-X Mobility             | + 0 s                      |
| 4e                         | Sam Bennett                | Irlande                    | Decathlon-AG2R La Mondiale | + 0 s                      |
| 5e                         | Wout van Aert              | Belgique                   | Team Visma-Lease a Bike    | + 0 s                      |
| 6e                         | Pascal Ackermann           | Allemagne                  | Israel-Premier Tech        | + 0 s                      |
| 7e                         | Bryan Coquard              | France                     | Cofidis                    | + 0 s                      |
| 8e                         | Søren Wærenskjold          | Norvège                    | Uno-X Mobility             | + 0 s                      |
| 9e                         | Ryan Gibbons               | Afrique du Sud             | Lidl-Trek                  | + 0 s                      |
| 10e                        | Danny van Poppel           | Pays-Bas                   | Red Bull-Bora-Hansgrohe    | + 0 s                      |
| modifier                   |                            |                            |                            |                            |

### Bonifications en temps
|   | Coureur            | Pays      | Équipe             | Secondes |
| - | ------------------ | --------- | ------------------ | -------- |
| 1 | Jasper Philipsen   | Belgique  | Alpecin-Deceuninck | 10 s     |
| 2 | Phil Bauhaus       | Allemagne | Bahrain Victorious | 6 s      |
| 3 | Alexander Kristoff | Norvège   | Uno-X Mobility     | 4 s      |

### Points attribués
| Sprint intermédiaire Les Matellettes (km 96,1) | Sprint intermédiaire Les Matellettes (km 96,1) | Sprint intermédiaire Les Matellettes (km 96,1) | Sprint intermédiaire Les Matellettes (km 96,1) | Sprint intermédiaire Les Matellettes (km 96,1) |
| ---------------------------------------------- | ---------------------------------------------- | ---------------------------------------------- | ---------------------------------------------- | ---------------------------------------------- |
|                                                | Coureur                                        | Pays                                           | Équipe                                         | Point(s)                                       |
| 1er                                            | Bryan Coquard                                  | France                                         | Cofidis                                        | 20                                             |
| 2e                                             | Jasper Philipsen                               | Belgique                                       | Alpecin-Deceuninck                             | 17                                             |
| 3e                                             | Anthony Turgis                                 | France                                         | TotalEnergies                                  | 15                                             |
| 4e                                             | Biniam Girmay                                  | Érythrée                                       | Intermarché-Wanty                              | 13                                             |
| 5e                                             | Arnaud De Lie                                  | Belgique                                       | Lotto Dstny                                    | 11                                             |
| 6e                                             | Mike Teunissen                                 | Pays-Bas                                       | Intermarché-Wanty                              | 10                                             |
| 7e                                             | Fernando Gaviria                               | Colombie                                       | Movistar Team                                  | 9                                              |
| 8e                                             | Laurenz Rex                                    | Belgique                                       | Intermarché-Wanty                              | 8                                              |
| 9e                                             | Mathieu van der Poel                           | Pays-Bas                                       | Alpecin-Deceuninck                             | 7                                              |
| 10e                                            | Jakob Fuglsang                                 | Danemark                                       | Israel-Premier Tech                            | 6                                              |
| 11e                                            | Jake Stewart                                   | Royaume-Uni                                    | Israel-Premier Tech                            | 5                                              |
| 12e                                            | Gianni Vermeersch                              | Belgique                                       | Alpecin-Deceuninck                             | 4                                              |
| 13e                                            | Michael Matthews                               | Australie                                      | Team Jayco AlUla                               | 3                                              |
| 14e                                            | Pascal Ackermann                               | Allemagne                                      | Israel-Premier Tech                            | 2                                              |
| 15e                                            | Robbe Ghys                                     | Belgique                                       | Alpecin-Deceuninck                             | 1                                              |
| modifier                                       |                                                |                                                |                                                |                                                |

| Arrivée d'étape Nîmes (km 188,6) | Arrivée d'étape Nîmes (km 188,6) | Arrivée d'étape Nîmes (km 188,6) | Arrivée d'étape Nîmes (km 188,6) | Arrivée d'étape Nîmes (km 188,6) |
| -------------------------------- | -------------------------------- | -------------------------------- | -------------------------------- | -------------------------------- |
|                                  | Coureur                          | Pays                             | Équipe                           | Point(s)                         |
| 1er                              | Jasper Philipsen                 | Belgique                         | Alpecin-Deceuninck               | 50                               |
| 2e                               | Phil Bauhaus                     | Allemagne                        | Bahrain Victorious               | 30                               |
| 3e                               | Alexander Kristoff               | Norvège                          | Uno-X Mobility                   | 25                               |
| 4e                               | Sam Bennett                      | Irlande                          | Decathlon-AG2R La Mondiale       | 20                               |
| 5e                               | Wout van Aert                    | Belgique                         | Team Visma-Lease a Bike          | 18                               |
| 6e                               | Pascal Ackermann                 | Allemagne                        | Israel-Premier Tech              | 16                               |
| 7e                               | Bryan Coquard                    | France                           | Cofidis                          | 14                               |
| 8e                               | Søren Wærenskjold                | Norvège                          | Uno-X Mobility                   | 12                               |
| 9e                               | Ryan Gibbons                     | Afrique du Sud                   | Lidl-Trek                        | 10                               |
| 10e                              | Danny van Poppel                 | Pays-Bas                         | Red Bull-Bora-Hansgrohe          | 8                                |
| 11e                              | Stefan Bissegger                 | Suisse                           | EF Education-EasyPost            | 6                                |
| 12e                              | Mathieu van der Poel             | Pays-Bas                         | Alpecin-Deceuninck               | 5                                |
| 13e                              | Mike Teunissen                   | Pays-Bas                         | Intermarché-Wanty                | 4                                |
| 14e                              | Fernando Gaviria                 | Colombie                         | Movistar Team                    | 3                                |
| 15e                              | Axel Zingle                      | France                           | Cofidis                          | 2                                |
| modifier                         |                                  |                                  |                                  |                                  |

### Cols et côtes
| \| Côte de Fambetou (km 112,6) 4e catégorie (1,2 km à 5,0 %) \| Côte de Fambetou (km 112,6) 4e catégorie (1,2 km à 5,0 %) \| Côte de Fambetou (km 112,6) 4e catégorie (1,2 km à 5,0 %) \| Côte de Fambetou (km 112,6) 4e catégorie (1,2 km à 5,0 %) \| Côte de Fambetou (km 112,6) 4e catégorie (1,2 km à 5,0 %) \| \| --------------------------------------------------------- \| --------------------------------------------------------- \| --------------------------------------------------------- \| --------------------------------------------------------- \| --------------------------------------------------------- \| \| \| Coureur \| Pays \| Équipe \| Point(s) \| \| 1er \| Thomas Gachignard \| France \| TotalEnergies \| 1 \| \| modifier \| \| \| \| \| |                   |        |               |          |
| Côte de Fambetou (km 112,6) 4e catégorie (1,2 km à 5,0 %) |                   |        |               |          |
| | Coureur           | Pays   | Équipe        | Point(s) |
| 1er | Thomas Gachignard | France | TotalEnergies | 1        |
| modifier |                   |        |               |          |

### Prix de la combativité
- Thomas Gachignard (TotalEnergies)

## Classements à l'issue de l'étape
Cette section présente le classement général et les différents classements annexes à l'issue de l'étape.

### Classement général
| Classement général | Classement général | Classement général | Classement général      | Classement général |
|                    | Coureur            | Pays               | Équipe                  | Temps              |
| ------------------ | ------------------ | ------------------ | ----------------------- | ------------------ |
| 1er                | Tadej Pogačar      | Slovénie           | UAE Team Emirates       | en 66 h 7 min 51 s |
| 2e                 | Jonas Vingegaard   | Danemark           | Team Visma-Lease a Bike | + 3 min 9 s        |
| 3e                 | Remco Evenepoel    | Belgique           | Soudal Quick-Step       | + 5 min 19 s       |
| 4e                 | João Almeida       | Portugal           | UAE Team Emirates       | + 10 min 54 s      |
| 5e                 | Mikel Landa        | Espagne            | Soudal Quick-Step       | + 11 min 21 s      |
| 6e                 | Carlos Rodríguez   | Espagne            | Ineos Grenadiers        | + 11 min 27 s      |
| 7e                 | Adam Yates         | Royaume-Uni        | UAE Team Emirates       | + 13 min 38 s      |
| 8e                 | Giulio Ciccone     | Italie             | Lidl-Trek               | + 15 min 48 s      |
| 9e                 | Derek Gee          | Canada             | Israel-Premier Tech     | + 16 min 12 s      |
| 10e                | Santiago Buitrago  | Colombie           | Bahrain Victorious      | + 16 min 32 s      |
| modifier           |                    |                    |                         |                    |

| Classement par points | Classement par points | Classement par points | Classement par points   | Classement par points |
| --------------------- | --------------------- | --------------------- | ----------------------- | --------------------- |
|                       | Coureur               | Pays                  | Équipe                  | Point(s)              |
| 1er                   | Biniam Girmay         | Érythrée              | Intermarché-Wanty       | 376 points            |
| 2e                    | Jasper Philipsen      | Belgique              | Alpecin-Deceuninck      | 344 pts               |
| 3e                    | Bryan Coquard         | France                | Cofidis                 | 179 pts               |
| 4e                    | Anthony Turgis        | France                | TotalEnergies           | 156 pts               |
| 5e                    | Arnaud De Lie         | Belgique              | Lotto Dstny             | 153 pts               |
| 6e                    | Tadej Pogačar         | Slovénie              | UAE Team Emirates       | 136 pts               |
| 7e                    | Jonas Abrahamsen      | Norvège               | Uno-X Mobility          | 133 pts               |
| 8e                    | Wout van Aert         | Belgique              | Team Visma-Lease a Bike | 130 pts               |
| 9e                    | Pascal Ackermann      | Allemagne             | Israel-Premier Tech     | 118 pts               |
| 10e                   | Fernando Gaviria      | Colombie              | Movistar Team           | 118 pts               |
| modifier              |                       |                       |                         |                       |

| Classement du meilleur grimpeur | Classement du meilleur grimpeur | Classement du meilleur grimpeur | Classement du meilleur grimpeur | Classement du meilleur grimpeur |
| ------------------------------- | ------------------------------- | ------------------------------- | ------------------------------- | ------------------------------- |
|                                 | Coureur                         | Pays                            | Équipe                          | Point(s)                        |
| 1er                             | Tadej Pogačar                   | Slovénie                        | UAE Team Emirates               | 77 points                       |
| 2e                              | Jonas Vingegaard                | Danemark                        | Team Visma-Lease a Bike         | 58 pts                          |
| 3e                              | Remco Evenepoel                 | Belgique                        | Soudal Quick-Step               | 42 pts                          |
| 4e                              | Jonas Abrahamsen                | Norvège                         | Uno-X Mobility                  | 36 pts                          |
| 5e                              | Oier Lazkano                    | Espagne                         | Movistar                        | 35 pts                          |
| 6e                              | David Gaudu                     | France                          | Groupama-FDJ                    | 30 pts                          |
| 7e                              | Carlos Rodríguez                | Espagne                         | Ineos Grenadiers                | 24 pts                          |
| 8e                              | Richard Carapaz                 | Équateur                        | EF Education-EasyPost           | 22 pts                          |
| 9e                              | Ben Healy                       | Irlande                         | EF Education-EasyPost           | 21 pts                          |
| 10e                             | Javier Romo                     | Espagne                         | Movistar Team                   | 18 pts                          |
| modifier                        |                                 |                                 |                                 |                                 |

| Classement général du meilleur jeune | Classement général du meilleur jeune | Classement général du meilleur jeune | Classement général du meilleur jeune | Classement général du meilleur jeune |
|                                      | Coureur                              | Pays                                 | Équipe                               | Temps                                |
| ------------------------------------ | ------------------------------------ | ------------------------------------ | ------------------------------------ | ------------------------------------ |
| 1er                                  | Remco Evenepoel                      | Belgique                             | Soudal Quick-Step                    | en 66 h 13 min 10 s                  |
| 2e                                   | Carlos Rodríguez                     | Espagne                              | Ineos Grenadiers                     | + 6 min 8 s                          |
| 3e                                   | Santiago Buitrago                    | Colombie                             | Bahrain Victorious                   | + 11 min 13 s                        |
| 4e                                   | Matteo Jorgenson                     | États-Unis                           | Team Visma-Lease a Bike              | + 14 min 56 s                        |
| 5e                                   | Ben Healy                            | Irlande                              | EF Education-EasyPost                | + 24 min 7 s                         |
| 6e                                   | Javier Romo                          | Espagne                              | Movistar Team                        | + 42 min 46 s                        |
| 7e                                   | Ilan Van Wilder                      | Belgique                             | Soudal Quick-Step                    | + 1 h 9 min 22 s                     |
| 8e                                   | Tobias Johannessen                   | Norvège                              | Uno-X Mobility                       | + 1 h 21 min 39 s                    |
| 9e                                   | Jordan Jegat                         | France                               | TotalEnergies                        | + 1 h 43 min 4 s                     |
| 10e                                  | Romain Grégoire                      | France                               | Groupama-FDJ                         | + 1 h 49 min 59 s                    |
| modifier                             |                                      |                                      |                                      |                                      |

| Classement par équipes | Classement par équipes  | Classement par équipes | Classement par équipes |
|                        | Équipe                  | Pays                   | Temps                  |
| ---------------------- | ----------------------- | ---------------------- | ---------------------- |
| 1re                    | UAE Team Emirates       | Émirats arabes unis    | en 198 h 48 min 20 s   |
| 2e                     | Team Visma-Lease a Bike | Pays-Bas               | + 54 min 16 s          |
| 3e                     | Soudal Quick-Step       | Belgique               | + 59 min 43 s          |
| 4e                     | Ineos Grenadiers        | Royaume-Uni            | + 1 h 20 min 3 s       |
| 5e                     | Lidl-Trek               | États-Unis             | + 2 h 3 min 58 s       |
| 6e                     | EF Education-EasyPost   | États-Unis             | + 2 h 23 min 1 s       |
| 7e                     | Movistar Team           | Espagne                | + 2 h 23 min 36 s      |
| 8e                     | Bahrain Victorious      | Bahreïn                | + 2 h 26 min 0 s       |
| 9e                     | Red Bull-Bora-Hansgrohe | Allemagne              | + 2 h 29 min 56 s      |
| 10e                    | Israel-Premier Tech     | Israël                 | + 3 h 9 min 58 s       |
| modifier               |                         |                        |                        |

## Abandons
Deux coureurs ont abandonné : 
- Chris Harper (Team Jayco AlUla) : non partant (positif à la Covid-19[4])
- Maxim Van Gils (Lotto Dstny) : non partant (positif à la Covid-19[5])